# قوانين الدمج
قواعد الاندماج أو قوانين الدمج fusion rules في الرياضيات والفيزياء النظرية، هي القواعد التي تحدد التحلل الدقيق لمنتج الموتر من تمثيلين للمجموعة إلى مجموع مباشر للتمثيلات غير القابلة للاختزال. غالبًا ما يتم استخدام المصطلح في سياق نظرية المجال المطابق ثنائي الأبعاد حيث يتم إنشاء المجموعة ذات الصلة بواسطة جبر Virasoro، وتكون التمثيلات ذات الصلة هي العائلات المطابقة المرتبطة بحقل أولي ويتحقق منتج الموتر بواسطة توسعات منتج المشغل. تحتوي قواعد الاندماج على معلومات حول نوع العائلات التي تظهر على الجانب الأيمن من هذه العمليات، بما في ذلك التعدد.
بشكل أعم، يتم وصف النماذج القابلة للتكامل في بُعدين والتي لا تتوافق مع نظريات المجال أيضًا بواسطة قواعد الاندماج لشحناتها.